# Frank Weber (Politiker)

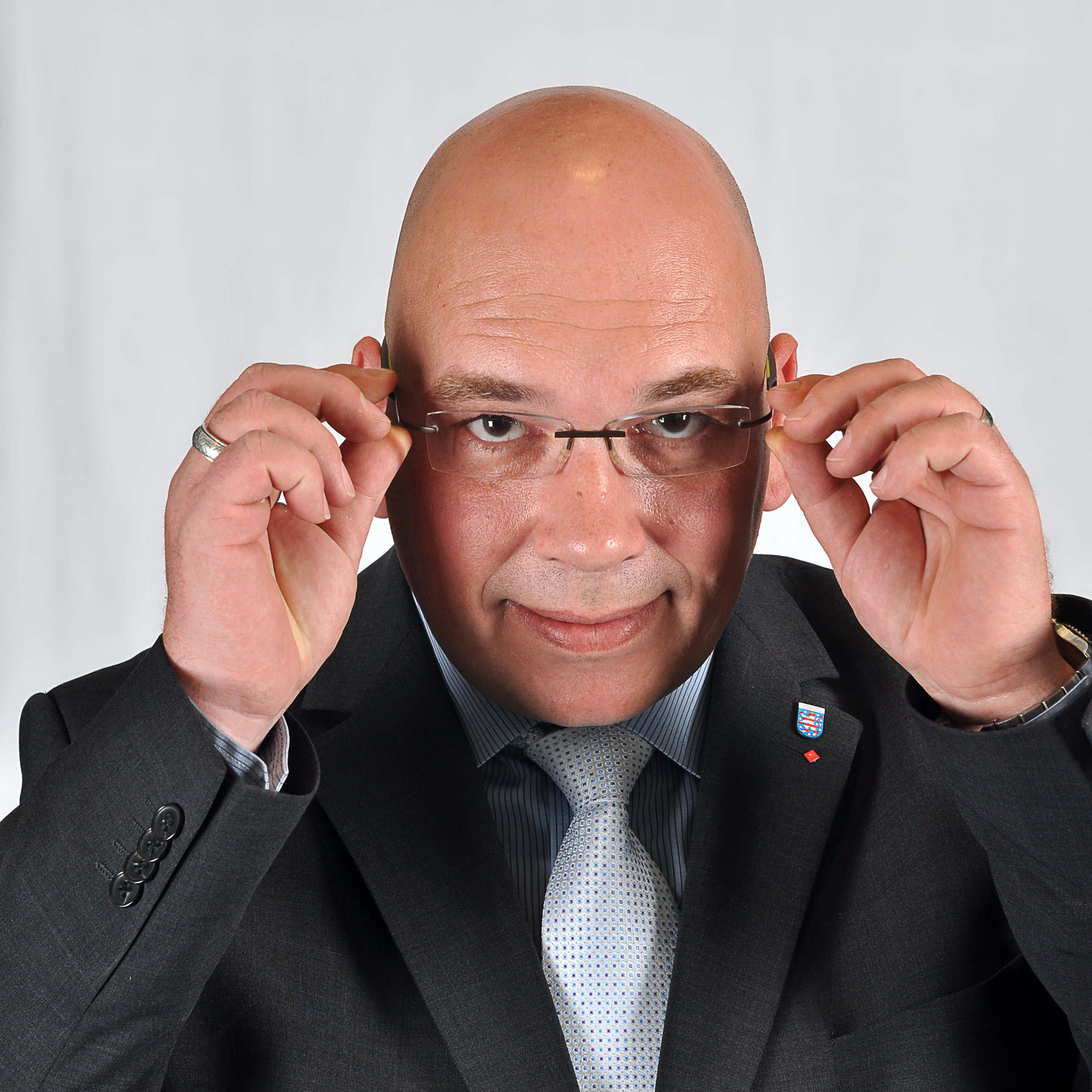
Frank Weber, Mai 2011

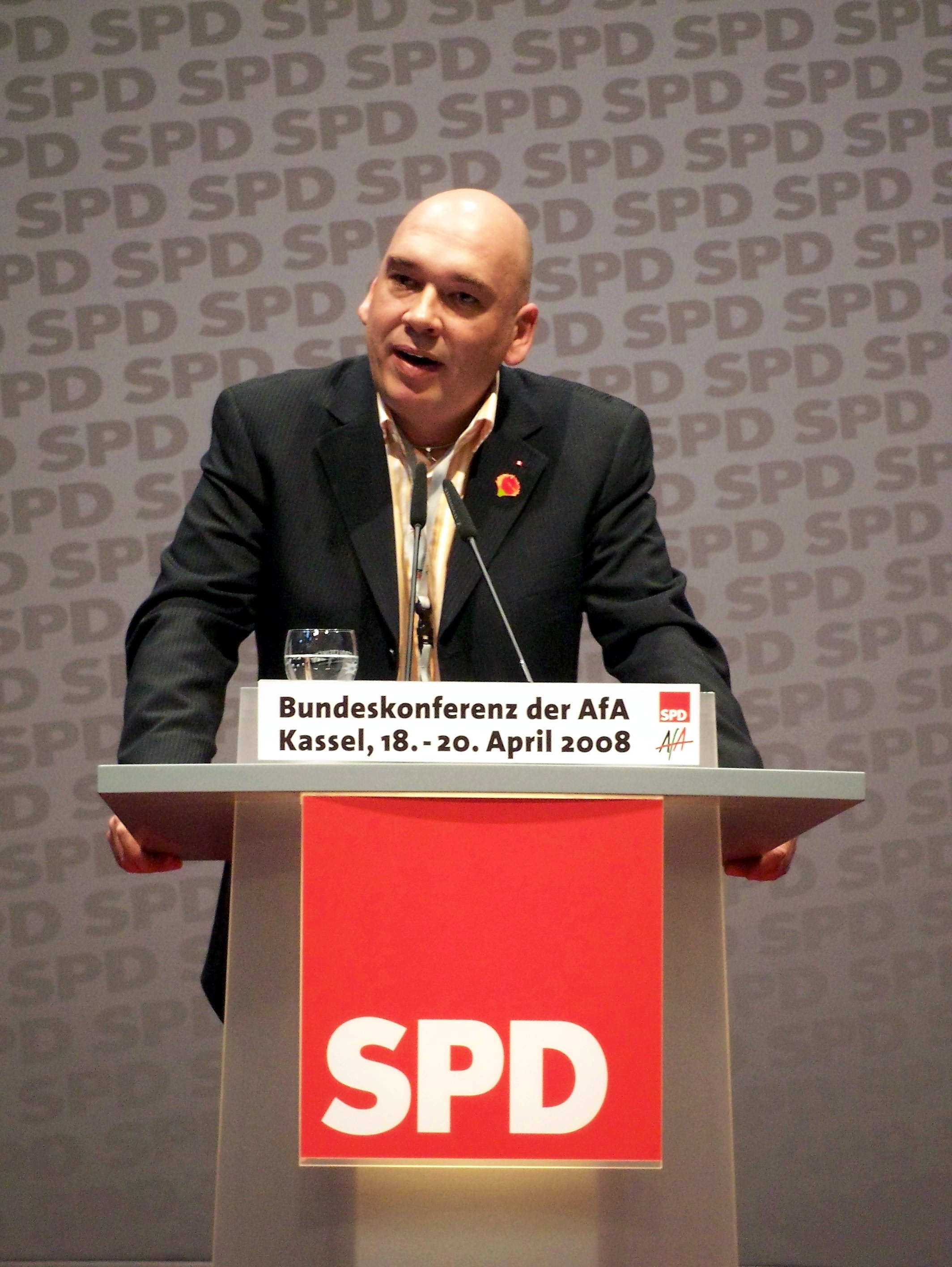
Frank Weber auf dem Bundeskongress der Arbeitsgemeinschaft für Arbeit (2008)

Frank Weber (* 3. Juni 1969 in Dieburg) ist ein deutscher Politiker (SPD). Er war von 2009 bis 2014 Mitglied des Thüringer Landtags.

## Leben
Frank Weber absolvierte von 1985 bis 1988 eine Ausbildung als Schornsteinfeger und legte 1992 die Meisterprüfung im Schornsteinfegerhandwerk ab. Seit 1997 ist er Bundesvorsitzender des Zentralverbandes Deutscher Schornsteinfeger e. V. Weber wurde 2001 zum Präsidenten der Internationalen Schornsteinfegergewerkschaft (ICU) gewählt, deren Vizepräsident er von 1997 bis 2001 war. 2002 wurde Weber Landesvorsitzender der Arbeitsgemeinschaft für Arbeit der Thüringer SPD und Mitglied im Landesvorstand der SPD Thüringen. 2004 kandidierte er für die Landtagswahl im Wahlkreis Weimarer Land II, konnte sich dort aber nicht gegen Christine Lieberknecht durchsetzen. In der Landtagswahl 2009 unterlag er im Wahlkreis Sömmerda II gegen Christian Carius.
Am 11. November 2009 rückte Weber für Hartmut Schubert, der als Staatssekretär in das Thüringer Sozialministerium berufen wurde, in den neugewählten Landtag nach. Nach der Landtagswahl 2014 schied er wieder aus dem Landtag aus, da weder sein Erststimmenergebnis in seinem Wahlkreis, wo er erneut Christian Carius unterlag, noch sein 24. Platz auf der SPD-Landesliste zur Wiederwahl ausreichte.

## Weitere Ämter
Weber ist Delegierter der Europäischen Gewerkschaft Öffentlicher Dienst (EGÖD). Außerdem ist er Mitglied der Vollversammlung der Handwerkskammer Erfurt und ehrenamtlicher Richter am Sozialgericht Gotha und Arbeitsgericht Erfurt.